# Еликонида Коринтска
Еликонида (на старогръцки: ῾Ελικωνὶς) е православна светица от III век, почитана в лика на мъчениците. Паметта ѝ се почита в Източноправославната църква на 28 май.

## Житие
Родена е в III век в големия македонски град Солун, тогава в Римската империя. Живее по време на управлението на императорите Гордиан III и Филип I Араб. Пострадва за християнската вяра в Коринт при управлението на Периний. Накарана е да принесе жертва на езическите богове и след отказа ѝ е затворена и измъчвана с катран и огън. Според житието ѝ, с молитвите си успява да събори статуите на Атина, Зевс и Асклепий в храма. След това е затворена отново. След като управителят Периний е заместен от Антипат Юстин, новият управител кара Еликонида отново да се отрече от християнската вяра и след като тя отново отказва, е хвърлена в пещ, в която, според житието ѝ, пламъците не я докосват. След серия други мъчения Еликонида умира.
Юстин я осъжда на обезглавяване и я праща извън града да бъде убита по този начин. Погребана е с голямо благоговение и почести от местните християни.